# Narcissus nevadensis
El Narciso de Sierra Nevada (Narcissus nevadensis) es una especie botánica perteneciente a la familia Amaryllidaceae.

## Descripción
Narcissus nevadensis tiene hasta cuatro flores en una inflorescencia. Las flores se inclinan en un largo tallo erecto de 28 centímetros de altura. La corona principal está adelante y es blanquecina con una línea central amarilla, en forma de trompeta, sin embargo, es estrecha y casi de forma cilíndrica.

## Hábitat
Es una planta de áreas húmedas y encharcadas,  endémica de las Cordilleras Béticas, que crece sobre suelos calizos, en praderas de juncos o herbazales. Entre 1400 y 1950 m s. n. m. en el piso supramediterráneo. Florece entre marzo y abril. Es una especie en serio peligro de extinción.

## Subespecies deNarcissus nevadensis
- Narcissus nevadensis Pugsley
  - Narcissus nevadensis subsp. nevadensis. Endémica de Sierra Nevada, la Sierra de Baza y la Sierra de los Filabres de Almería. Se conocen cuatro poblaciones entre las que se distribuyen unos 24 000 individuos. Esta subespecie está calificada como en peligro de extinción por la IUCN.[1]
  - Narcissus nevadensis subsp. enemeritoi. Subespecie endémica del norte de la Región de Murcia, donde puede encontrarse una exigua y decreciente población de alrededor de 120 ejemplares en la Sierra de Villafuerte en Moratalla. Por esta razón se encuentra en la lista roja en peligro crítico de extinción.[2][3]

## Taxonomía
Narcissus abscissus fue descrita por Herbert William Pugsley y publicado en Journal of the Royal Horticultural Society 1933, lviii. 62.
Etimología
Narcissus nombre genérico que hace referencia  del joven narcisista de la mitología griega Νάρκισσος (Narkissos) hijo del dios río Cephissus y de la ninfa Leiriope; que se distinguía por su belleza. 
El nombre deriva de la palabra griega: ναρκὰο, narkào (= narcótico) y se refiere al olor penetrante y embriagante de las flores de algunas especies (algunos sostienen que la palabra deriva de la palabra persa نرگس y que se pronuncia Nargis, que indica que esta planta es embriagadora). 
nevadensis: epíteto geográfico que alude a su localización en Sierra Nevada.
Sinonimia
- Narcissus pseudonarcissus subsp. nevadensis (Pugsley) A.Fern.[5]

## Literatura
- John W. Blanchard: Narcissus. A Guide to Wild Daffodils. Alpine Garden Society, Woking 1990
- Dumont's Gartenhandbuch: Blumenzwiebeln und Knollen. Dumont Buchverlag, Köln 1998, ISBN 3-7701-4336-1
- Walter Erhardt: Narzissen - Osterglocken, Jonquillen, Tazetten. Ulmer Verlag, Stuttgart 1993, ISBN 3-8001-6489-2
- A. P. Hamilton: The Nevada daffodil - Narcissus nevadensis Pugsley. Daffodil & Tulip Year Book 1969: 171-175.